# Fredrik Backman
Fredrik Backman (ur. 2 czerwca 1981 w Brännkyrka, Söderort, Szwecja) – szwedzki bloger, dziennikarz i pisarz. Autor książek Mężczyzna imieniem Ove (2012), Pozdrawiam i przepraszam (2013), Britt-Marie tu była (2014), Miasto niedźwiedzia (2016) oraz My przeciwko wam (2018). Książki te były bestsellerami numer jeden w Szwecji, zostały opublikowane na całym świecie w ponad dwudziestu pięciu językach.

## Życiorys
Wychowywał się w Helsingborgu, pisał dla Helsingborgs Dagblad i Moore Magazine. Jako pisarz zadebiutował w 2012 powieścią „Mężczyzna imieniem Ove” (polskie wydanie 2014), która została zaadaptowana jako scenariusz filmu o tym samym tytule. Premiera filmu miała miejsce 25 grudnia 2015. Prawa do powieści Beartown zostały zakupione przez spółkę filmową Filmlance i na jej podstawie zostanie zrealizowany film telewizyjny.
Fredrik Backman jest żonaty z Nedą Shafti Backman, mają dwoje dzieci.

## Twórczość
- Mężczyzna imieniem Ove (En man som heter Ove, 2012)
- Saker min son behöver veta om världen (2012)
- Pozdrawiam i przepraszam (Min mormor hälsar och säger förlåt, 2013)
- Britt-Marie tu była (Britt-Marie var här, 2014)
- Och varje morgon blir vägen hem längre och längre (2016)
- Miasto niedźwiedzia (Björnstad, 2016)
- My przeciwko wam (Vi mot er, 2018)
- Niespokojni ludzie (Folk med ångest, 2019)
- Vinnarna (2021)